# Heerlager

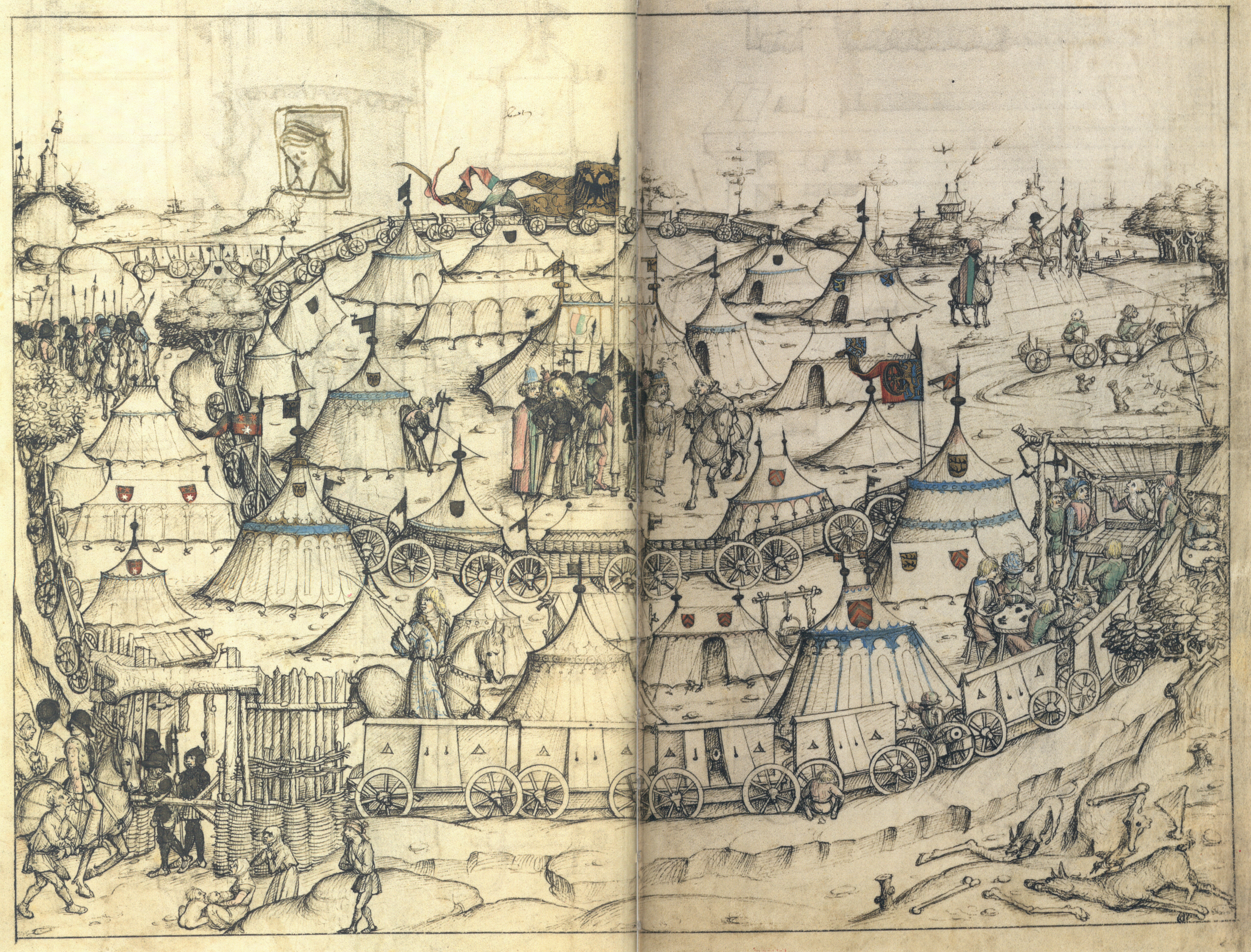
Ein Heerlager im Mittelalter

Heerlager bezeichnete in der Vergangenheit große Feldlager von militärischen Truppen. Sie konnten mehrere Tausend Personen umfassen.
Im Mittelalter waren in den Lagern auch die Ehefrauen, Prostituierte, Marketender, Wäscherinnen, Handwerker, Schmiede, Knappen usw. integriert.
Die Zusammensetzung variierte, je nachdem, ob es sich um ein Söldnerheer mit einigen wenigen Anführern, oder um große Heere mit vielen Adligen und Rittern handelte, wie beispielsweise die der Kreuzzüge.